# Lazare Hippolyte Carnot
Lazare Hippolyte Carnot (Saint-Omer (Paso de Calais) 6 de abril de 1801-París 16 de marzo de 1888) fue un político francés durante la Tercera República Francesa. Su tumba se puede visitar en el parisino Cementerio del Père-Lachaise.

## Familia
Perteneció a la prestigiosa familia de los Carnot, siendo hijo del militar y matemático Lázaro Carnot, hermano (y biógrafo) de Sadi Carnot y padre de Sadi, presidente de la República Francesa.
|               |               |                      |                      |                         |                         |                         |                         |                         |                         |                         |                         |                          |                          |                          |                          |                          |                          |                     |                     |                     |                     |  |  |  |  |  |  |  |  |
|               |               |                      |                      |                         |                         |                         |                         |                         |                         |                         |                         |                          |                          |                          |                          |                          |                          |                     |                     |                     |                     |  |  |  |  |  |  |  |  |
| Joseph Carnot | Joseph Carnot | Joseph Carnot        | Joseph Carnot        | Joseph Carnot           | Joseph Carnot           |                         |                         | Lazare Carnot           | Lazare Carnot           | Lazare Carnot           | Lazare Carnot           | Lazare Carnot            | Lazare Carnot            |                          |                          | Claude-Marie Carnot      | Claude-Marie Carnot      | Claude-Marie Carnot | Claude-Marie Carnot | Claude-Marie Carnot | Claude-Marie Carnot |  |  |  |  |  |  |  |  |
| Joseph Carnot | Joseph Carnot | Joseph Carnot        | Joseph Carnot        | Joseph Carnot           | Joseph Carnot           |                         |                         | Lazare Carnot           | Lazare Carnot           | Lazare Carnot           | Lazare Carnot           | Lazare Carnot            | Lazare Carnot            |                          |                          | Claude-Marie Carnot      | Claude-Marie Carnot      | Claude-Marie Carnot | Claude-Marie Carnot | Claude-Marie Carnot | Claude-Marie Carnot |  |  |  |  |  |  |  |  |
|               |               |                      |                      |                         |                         |                         |                         |                         |                         |                         |                         |                          |                          |                          |                          |                          |                          |                     |                     |                     |                     |  |  |  |  |  |  |  |  |
|               |               | Sadi Carnot (físico) | Sadi Carnot (físico) | Sadi Carnot (físico)    | Sadi Carnot (físico)    | Sadi Carnot (físico)    | Sadi Carnot (físico)    |                         |                         | Lazare Hippolyte Carnot | Lazare Hippolyte Carnot | Lazare Hippolyte Carnot  | Lazare Hippolyte Carnot  | Lazare Hippolyte Carnot  | Lazare Hippolyte Carnot  |                          |                          |                     |                     |                     |                     |  |  |  |  |  |  |  |  |
|               |               | Sadi Carnot (físico) | Sadi Carnot (físico) | Sadi Carnot (físico)    | Sadi Carnot (físico)    | Sadi Carnot (físico)    | Sadi Carnot (físico)    |                         |                         | Lazare Hippolyte Carnot | Lazare Hippolyte Carnot | Lazare Hippolyte Carnot  | Lazare Hippolyte Carnot  | Lazare Hippolyte Carnot  | Lazare Hippolyte Carnot  |                          |                          |                     |                     |                     |                     |  |  |  |  |  |  |  |  |
|               |               |                      |                      |                         |                         |                         |                         |                         |                         |                         |                         |                          |                          |                          |                          |                          |                          |                     |                     |                     |                     |  |  |  |  |  |  |  |  |
|               |               |                      |                      | Sadi Carnot (Président) | Sadi Carnot (Président) | Sadi Carnot (Président) | Sadi Carnot (Président) | Sadi Carnot (Président) | Sadi Carnot (Président) |                         |                         | Adolphe Carnot (químico) | Adolphe Carnot (químico) | Adolphe Carnot (químico) | Adolphe Carnot (químico) | Adolphe Carnot (químico) | Adolphe Carnot (químico) |                     |                     |                     |                     |  |  |  |  |  |  |  |  |